# Flughafen Czernowitz

i7
i11
i13

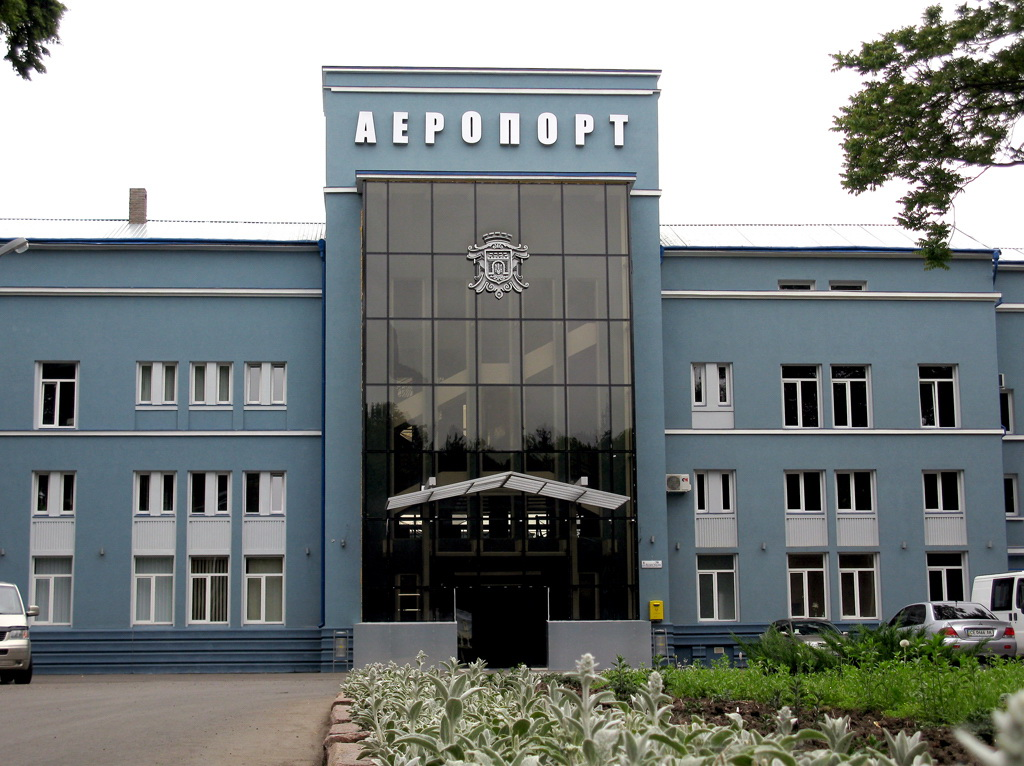
Flughafenterminal Czernowitz

Der Flughafen Czernowitz (ukrainisch Міжнародний аеропорт «Чернівці», IATA-Code: CWC, ICAO-Code: UKLN) ist der Verkehrsflughafen der Stadt Czernowitz in der ukrainischen Oblast Tscherniwzi.
Der Flughafen befindet sich 7,5 km südöstlich des Stadtzentrums von Czernowitz und hat 2016 12.600 Passagiere abgefertigt.
Er wurde während der rumänischen Herrschaft über die Bukowina erbaut und im  Mai 1933 vom rumänischen König Carol II. eröffnet.
Der Flughafen Czernowitz  hat eine 2216 m lange und 42 m breite Asphaltpiste und besitzt seit Februar 2017 die Eignung für Flugzeuge wie Embraer 190/195, Boeing 737-500 und Airbus A319.
Die ukrainische Fluggesellschaft Ukraine International Airlines flog bis 2022 von Czernowitz aus den Flughafen Kiew-Boryspil an.